# Alpina Rhein-Main
Die Alpina Rhein-Main GmbH&Co. KG war eine zur Veolia-Verkehr-Gruppe gehörende lokale Verkehrsgesellschaft mit Sitz in Frankfurt am Main. Alpina Rhein-Main wurde zum 14. Mai 2009 mit Alpina Bad Homburg zur neuen Firma Veolia Verkehr Rhein-Main GmbH (heute Transdev Rhein-Main GmbH) verschmolzen. Sie betreibt unter dem Markennamen Alpina Buslinien in Frankfurt (Linienbündel A) und seit dem 1. Januar 2016 die Stadtverkehre in Bad Homburg und Oberursel. Das Unternehmen fährt für den Stadtverkehr in Friedrichsdorf und betreibt drei Linien im Landkreis Offenbach seit dem 11. Dezember 2016.
Weitere Gesellschaften der Veolia Verkehr-Gruppe in Hessen waren:
Alpina Bad Homburg sowie Alpina Limburg, letztere wurde zum 30. Juni 2008 geschlossen.